# 环城公园
环城公园是环绕西安城墙修建的一座公园。环城公园是西安市民锻炼、纳凉的最佳活动场所之一，也是西安第一个免费开放的公园。

## 历史
20世纪80年代前，环城公园为一个林带，被称为环城林。1950年代至1960年代在此居住的部分西安市民在园内进行种植，荒草丛生，有野生小动物出没。其中的居民房、乔木遮挡了古城墙。
1983年，通过西安市民义务劳动，按照“古朴、粗放、有野趣”的建园理念，开始了环城公园的建设工程。公园采用传统园林的设计手法，弱化城墙、护城河带来的笔直、一览无遗的空间感，整体上区分东、南、西、北四个区域的特色，建成牡丹园、樱花园、吉备园、山楂园、石榴园等特色园。
1998年，西安市政府投入资金对环城公园进行改造，在东门入口堆积假山造景，在东南城脚大面积砌石墙河岸，在玉祥门建成溪流鱼池亭台，在和平门入口建立假山叠泉，并且大草坪、大广场风格开始涌现。
2001年1月24日，环城公园作为西安第一个免费公园对外开放，日均人流量达到四万人次。2004年，公园风格定位转变为“古朴、自然、人文”，并建成环城西苑与东门实验段两个相对独立的景观园区。